# Parti unitaire
Le Parti unitaire (en espagnol Partido Unitario) était un parti politique argentin de tendance libérale, qui au XIXe siècle proclamait la nécessité d’un gouvernement centralisé sur le territoire dénommé d’abord Provinces-Unies du Río de la Plata, puis, dans la Déclaration d’Indépendance, Provinces-Unies d'Amérique du Sud, et enfin République argentine. Ses principales figures sont Bernardino Rivadavia, Juan Lavalle et José María Paz.

## Idéologie

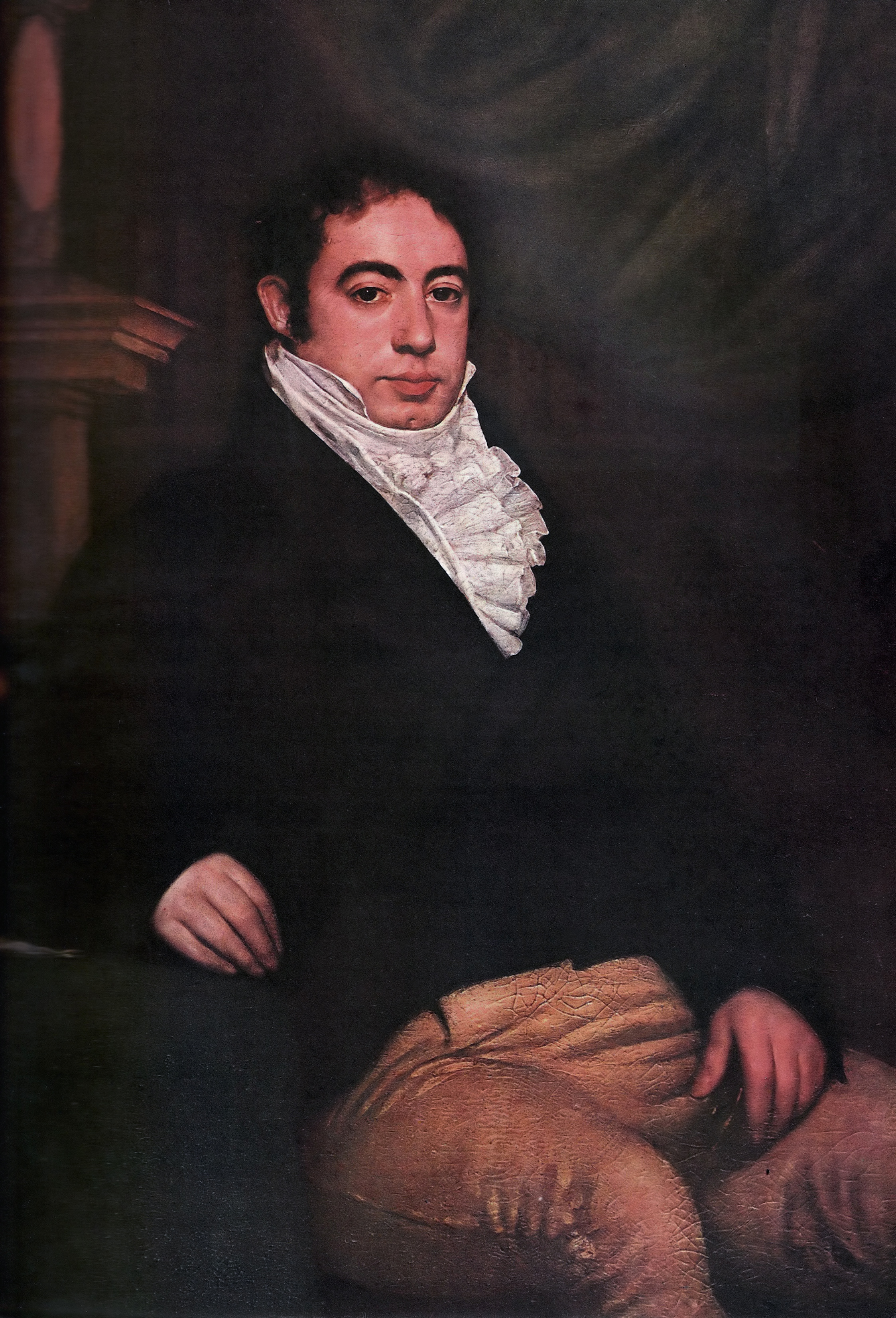
Bernardino Rivadavia, président de l’Argentine et promoteur de l’idéologie unitaire.

L’unitarisme, dérivé du centralisme de l’époque de l'indépendance et du modèle d’État centralisé mise en œuvre par la France napoléonienne, considérait que la nation préexistait aux provinces, et que celles-ci n’étaient autres que de simples subdivisions internes dotées d’une autonomie limitée.
Le groupe des unitaires se composait en majorité des élites tant de Buenos Aires que des capitales provinciales (membres des couches sociales supérieures, intellectuels, militaires, etc.) et ne bénéficiait en revanche que de peu d’adhésion parmi la population rurale, plus réceptive au discours des caudillos.
L’unitarisme se profila en tant que parti lors des travaux de l’Assemblée constituante (Congreso Constituyente) de 1824, dans laquelle les représentants de toutes les provinces s’appliquaient à organiser un gouvernement national. Les unitaires s’évertuaient à ce que Buenos Aires fût la tête et la capitale du pays, attendu que cette ville était celle dotée des plus importantes ressources économiques et la mieux préparée aux fonctions de gouvernement, et que c’était elle qui avait hérité de l’appareil administratif colonial de l’ancienne Vice-royauté du Río de la Plata. Aux yeux des unitaires, le plus logique était donc d’établir à Buenos Aires un gouvernement national habilité à prendre toutes les décisions, et auquel les gouvernements provinciaux fussent subordonnés. L’appellation unitaires provient de l’expression « dans l’unité de régime » (esp. en unidad de régimen), qui figure dans la Constitution de 1826, et résume le postulat unitaire fondamental selon lequel la nation préexistait aux provinces. Ces positions mettaient le Parti unitaire en conflit avec les partisans du fédéralisme.
Sur le plan économique, les unitaires prônaient le libéralisme et le libre-échange comme instruments de progrès. Ils entendaient moderniser le système financier par la création d’une banque émettrice de papier-monnaie et par la souscription d’emprunts pour l’exécution de travaux publics, et préconisaient que le gouvernement national détînt toutes les ressources et prérogatives économiques, et que, donc, en fussent privées les provinces. Ainsi par exemple les douanes interprovinciales furent-elles abolies pendant la présidence de Rivadavia et les gisements miniers passèrent-ils à l’État national, mesure par laquelle les provinces se trouvèrent frustrées de cette source de revenus.
Le dessein des unitaires était d’impulser puissamment le progrès du pays, cependant sans avoir égard aux  tendances traditionalistes et conservatrices, ce qui leur valut une forte opposition de la part du clergé argentin, des caudillos et de la majorité des gouverneurs de province, qui voyaient menacée leur influence politique et attisaient le mécontentement de la population rurale contre les réformes proposées par les unitaires. La lutte pour le pouvoir entre unitaires et fédéralistes allait être tranchée par la force des armes lors de divers affrontements régionaux et, enfin, lors de la guerre de 1828-1831.

## Histoire

### Antécédents
L’autorité coloniale espagnole une fois disparue à la suite de la Révolution de Mai (1810), un gouvernement centralisé fut constitué dans la ci-devant Vice-royauté du Río de la Plata, à Buenos Aires. Ce gouvernement national entra en conflit avec les mouvances fédéralistes de la Ligue des Peuples libres (esp. Liga de los Pueblos Libres) dirigée par José Gervasio Artigas et avec les caudillos régionaux, qui étaient leurs alliés. En 1820, Artigas et ses alliés affrontèrent victorieusement le gouvernement national mené par José Rondeau, Directeur suprême des Provinces-Unies du Río de la Plata. Cet événement permit aux anciens gouvernorats d’intendance de l’époque vice-royale de prendre leur autonomie, ce qui donna lieu à la création de treize provinces. Celle de Buenos Aires, qui disposait des ressources les plus importantes, prospéra rapidement, n’étant pas tenue en effet de soutenir avec ces ressources un gouvernement national. Entre-temps, dans les provinces, s’accroissait la pression pour organiser un nouveau gouvernement national d’empreinte fédéraliste, respectant les autonomies provinciales.

### À la direction des affaires
En 1824, les treize  provinces envoyèrent des députés à un Congrès national (Congreso Nacional), lequel décida de créer un pouvoir exécutif de type présidentiel. Fut alors élu Bernardino Rivadavia, figure représentative du parti unitaire, qui avait déjà accompli une œuvre politique progressiste dans la province de Buenos Aires. Rivadavia et ses partisans idéologiques tentèrent d’imposer la forme unitaire, et obtinrent que le Congrès rédigeât une constitution qui imposait des restrictions à l’autonomie des provinces. La dénommée Constitution unitaire de 1826 fut cependant repoussée par les gouverneurs de province, ce qui provoqua une crise politique, encore aggravée par la déclaration de guerre de l’Empereur du Brésil dans le cadre du contentieux sur la Bande Orientale.
La guerre contre le Brésil, dite Guerre de Cisplatine, motiva la mise sur pied d’une armée argentine, à laquelle toutefois les provinces refusèrent de contribuer, particulièrement après que le général La Madrid eut utilisé un certain nombre de contingents de ladite armée pour battre le gouvernement de la province de Tucumán. Cette circonstance, à quoi s’ajoutaient d’autres mesures prises, notamment la loi de 1826, dite Ley de capitalización de Buenos Aires, proclamant Buenos Aires capitale, renforcèrent le discrédit de Rivadavia. Finalement, celui-ci se vit obligé de démissionner après que son émissaire Manuel José García eut signé avec le Brésil une paix désavantageuse. Une nouvelle fois, les provinces se déclarèrent autonomes, investissant en 1827 Manuel Dorrego gouverneur de la province de Buenos Aires.

### La Guerre civile de 1828-1831

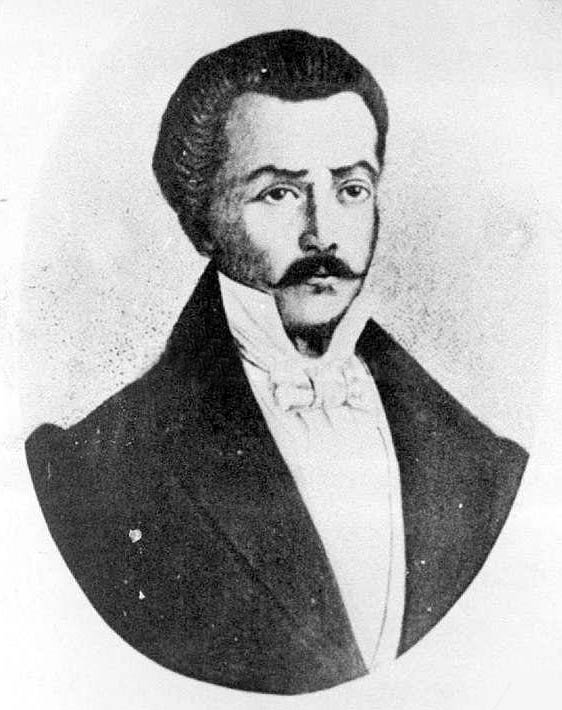
Francisco Narciso de Laprida, président du Congrès de Tucumán, lequel proclama l’indépendance en 1816. Plusieurs années plus tard, il adhéra au Parti unitaire, ce qu’il paya de sa vie.

Dorrego, chargé des affaires étrangères pour le compte de l’ensemble des provinces argentines, se vit empêché de poursuivre la guerre contre le Brésil et signa la Convention préliminaire de Paix (1828), qui consacrait l’indépendance de la Bande Orientale. Les plus hautes personnalités du parti unitaire tirèrent alors parti du mécontentement des chefs militaires à propos de cette paix et provoquèrent une révolution en décembre 1828, qui aboutit à la défaite et à l’exécution du gouverneur Dorrego. Le général Lavalle, proclamé gouverneur de Buenos Aires à la suite d’élections très entachées d’irrégularités, dut affronter les attaques de milices provinciales du camp fédéraliste. D’autres troupes nationales soulevées, commandées par le général José María Paz, dominaient la province de Córdoba, tandis que d’autres provinces du nord se revendiquaient également du camp unitaire : toutes se constituèrent en une ligue, dite Ligue de l’Intérieur, qui s’affronta aux provinces dominées par le Parti fédéraliste.
La guerre entre fédéralistes et unitaires s’acheva en 1831 par la défaite de ces derniers. Le commandant de milices de Buenos Aires, Juan Manuel de Rosas, fut élu gouverneur et les provinces retrouvèrent l’exercice de leurs autonomies.

### Déclin du Parti unitaire
Rosas, gouverneur fédéraliste de Buenos Aires, s’empara de la totalité du pouvoir politique (esp. suma del poder público) en 1835. Débuta alors une période de déclin et de repliement du parti unitaire, dont les principales figures durent s’exiler vers les pays voisins, à partir desquels ils ne cessèrent de conspirer contre le pouvoir en place. Bien qu’autonomes, les provinces étaient en situation d’infériorité face à Buenos Aires, détentrice de ressources plus importantes, ce qui permit à Rosas d’imposer dans les provinces des gouverneurs qui lui fussent dévoués et de réprimer les dissidences politiques. Les unitaires émigrés furent rejoints en exil par les fédéralistes opposés à Rosas, puis par les jeunes réunis dans le groupe d’intellectuels et artistes dénommé Génération de 37 (esp. Generación del 37). Tous ces groupes, qu'unissait une commune opposition à Rosas, conspirèrent dans les guerres civiles qui jalonnèrent le deuxième quart du XIXe siècle en Argentine.
Rosas unifia de fait les treize provinces, les intégrant dans la Confédération argentine, à la tête de laquelle se plaçait Rosas, quoique sa fonction nominale était celle de gouverneur de Buenos Aires. Pour maintenir cette unité, il réprimait durement les dissidences politiques et accusait tous les opposants d’être des unitarios.
Progressivement, les vieilles personnalités du parti unitaire perdirent de leur influence, car se trouvant exclues, de par leur exil, de toute participation à la vie politique. Les jeunes de la Génération de 37 ne sympathisaient pas davantage avec eux, car ils les considéraient comme des représentants d’une simple faction dont le stade politique était dépassé. Les rébellions et guerres qui se succédèrent au sein de la Confédération ne se déclenchaient pas autour d’objectifs unitaires, mais étaient motivées par l’antirosisme et par le désir de créer un État national sur base fédéraliste qui organisât le partage des ressources supérieures de Buenos Aires avec les provinces et respectât les autonomies provinciales. Ces idéaux avaient été proclamés dans le Pacte fédéral de 1831 à la suite de la défaite des forces unitaires, mais aux yeux de Rosas, la Confédération argentine représentait un système politique approprié qu’il n’y avait pas lieu de modifier.

Drapeau des exilés unitaires à Montevideo (favorables au gouvernement dit de la Défense), utilisée jusqu’à 1852 comme pavillon dans la marine marchande.

Drapeau argentin des exilés unitaires à Montevideo, utilisée jusqu’à 1852 comme pavillon dans la marine de guerre.

Finalement, le gouverneur de la province d'Entre Ríos, Justo José de Urquiza, déclara ouvertement son opposition à Rosas et abolit la devise « Que meurent les sauvages unitaires » (Mueran los salvajes unitaires, devise imposée par Rosas), pour la remplacer par la devise « Que meurent les ennemis de l’organisation nationale ». Firent alliance avec lui les vieux politiciens unitaires, le Brésil, et les colorados d’Uruguay ; leurs troupes coalisées vainquirent les portègnes de Juan Manuel de Rosas lors de la bataille de Caseros, à peu de kilomètres à l’ouest de Buenos Aires, le 3 février 1852. À l’issue de cette bataille, Rosas, ayant abandonné le combat, chercha refuge dans la maison du consul de Grande-Bretagne, puis s’en alla en exil en Angleterre.
Un Congrès de toutes les provinces, convoqué en 1853, rédigea une constitution nationale, qui proclama l’Argentine République fédérale.

## Vexillologie et signes distinctifs
Les unitaires utilisaient pour leurs drapeaux, cocardes et blasons une couleur bleu ciel très pâle combinée au blanc, et proscrivaient la couleur rouge (appelée colorado ou ponceau, en esp. punzó), la seule exception étant le bonnet phrygien du blason ― ce rejet du rouge n’empêcha pas les unitaires de faire alliance avec les colorados de l’État Oriental de l’Uruguay. L’autre couleur emblématique des unitaires était le vert. Les signes distinctifs des unitaires concernaient jusqu’à la taille de la barbe : soit les unitaires se rasaient la barbe pour ne garder que de petits favoris, soit ils se la laissaient pousser en forme de U sans moustaches.

## Corrélats
- Parti fédéraliste
- Guerres civiles argentines